# LW 08

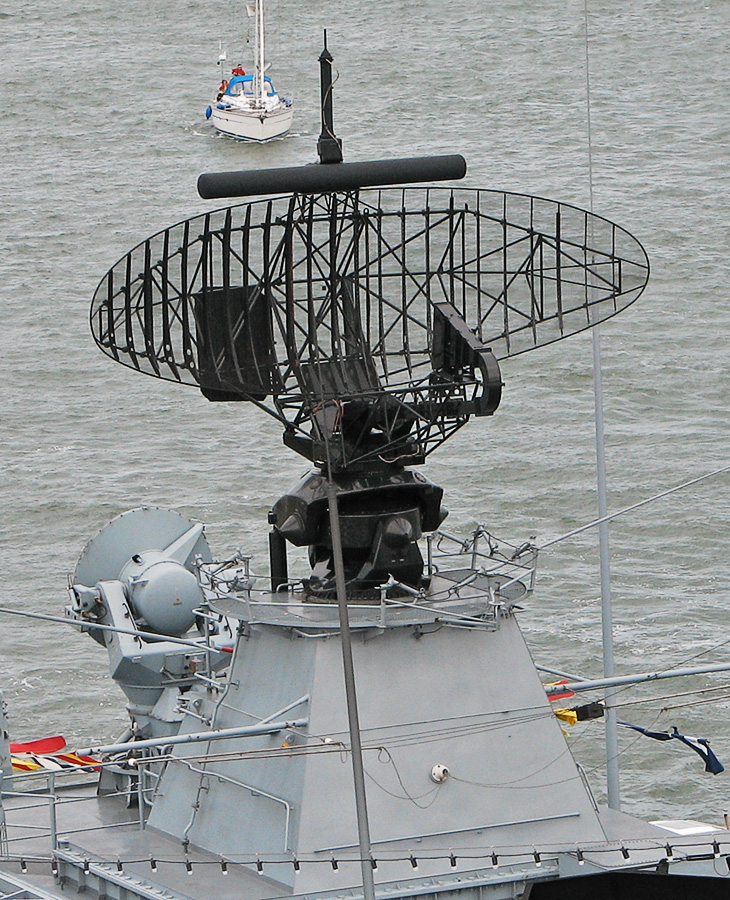
Antenne des LW 08 der deutschen Fregatte Mecklenburg-Vorpommern

Das LW 08 ist ein 2D-Weitbereichs-Luftraumaufklärungsradar an Bord mittlerer und großer Schiffe. Das LW 08 sendet im D-Band und ist auch mit einem kostengünstigen Solid-State-Leistungsverstärker als Senderendstufe lieferbar. Die Antenne ist auf einem leichten in Nicken und Rollen hydraulisch stabilisierten Drehtisch montiert.
Die LW 08-Luftraumaufklärungsradargeräte des Herstellers Thales sind auf den deutschen Fregatten der Brandenburg-Klasse installiert und erreichen bei Zielen mit einer effektiven Reflexionsfläche von 2 m² eine Reichweite von 260 km.

## Nutzer
- Belgien: Karel-Doorman-Klasse
- Kanada: Iroquois-Klasse
- Chile: Karel-Doorman-Klasse, Jacob-van-Heemskerck-Klasse
- Niederlande: Karel-Doorman-Klasse
- Deutschland: Brandenburg-Klasse (1994)
- Griechenland: Elli-Klasse
- Indien: Delhi-Klasse, Kolkata-Klasse, Rajput-Klasse, Viraat
- Peru: Almirante-Grau
- Portugal: Karel-Doorman-Klasse
- Vereinigte Arabische Emirate: Abu-Dhabi-Klasse – außer Dienst

## Technische Daten
| Technische Daten LW 08 | Technische Daten LW 08 |
| ---------------------- | ---------------------- |
| Frequenzbereich        | D-Band                 |
| Pulswiederholzeit      | ...                    |
| Pulswiederholfrequenz  | 500 und 1000 Hz        |
| Sendezeit (PW)         | ...                    |
| Empfangszeit           | ...                    |
| Totzeit                | ...                    |
| Pulsleistung           | 150 kW                 |
| Durchschnittsleistung  | 5 kW                   |
| angezeigte Entfernung  | 270 km                 |
| Entfernungsauflösung   | 90 m                   |
| Öffnungswinkel         | 12,2°                  |
| Trefferzahl            | 15 … 20                |
| Antennenumlaufzeit     | 4 s oder 8 s           |